# Coryphaenoides leptolepis
Coryphaenoides leptolepis és una espècie de peix de la família dels macrúrids i de l'ordre dels gadiformes.

## Morfologia
- Els mascles poden assolir 62 cm de llargària total.[2]

## Reproducció
És ovípar i les larves planctòniques.

## Hàbitat
És un peix d'aigües profundes que viu entre 610-4000 m de fondària, tot i que, normalment, ho fa entre 1900-3700.

## Distribució geogràfica
Es troba a Mauritània, Brasil (Recife) i des d'Alaska fins a la Colúmbia Britànica (Canadà) i el sud de Califòrnia.